# Ailinglapalap
Ailinglapalap lub Ailinglaplap (marsz. Aelōñḷapḷap, co oznacza „duży atol”) – atol wchodzący w skład Wysp Marshalla w łańcuchu wysp Ralik Chain na Oceanie Spokojnym. Według danych za rok 2011 atol zamieszkiwało łącznie 1729 osób (spadek w stosunku do 1999 roku, kiedy to liczba ta wynosiła 1959), na wyspach znajdowało się 330 domów. Zlokalizowane są tu trzy lotniska na wyspach Airok (kod IATA: AIC), Jeh (kod IATA: JEJ) i Woja (kod IATA: WJA).
Europejskim odkrywcą atolu został Brytyjczyk Thomas Dennot w 1797 lub kapitan Essex Henry Bond w 1792.

## Geografia i przyroda
Ailinglapalap leży 15 km na południe od Jabwot i 152 km na północny zachód od atolu Jaluit. Składa się z 52 wysp (według innego źródła wysp jest 25), w tym m.in. Airuk, Beran, Bikor, Buoj, Enewe, Ennak, Jabwan, Jeh, Kattiej, Mejajok, Mejil, Tobomaro i Woja, o łącznej powierzchni 14,69 km². Całkowita powierzchnia laguny wynosi 750,29 km². W przeszłości atol określano nazwami: Ailinglab-Lab, Cromtschenko, Elmore, Gross-Ailing, Kramtscheck, Lambert, Menchikoff Islands, Museeket i Odia. Kształt atolu jest zbliżony do trójkąta.
W 1967 r. stwierdzono występowanie na Ailinglapalap 4 gatunków ptaków, w tym 2 potencjalnie lęgowych (rybołówka cienkodzioba i muszkatela szarogłowa).
Na atolu spotkać można następujące gatunki roślin inwazyjnych: Asclepias curassavica, katarantus różowy (Catharanthus roseus), Cenchrus echinatus, Centella asiatica, Colocasia esculenta, Cyanthillium cinereum, Eleusine indica, Eragrostis amabilis, Euphorbia prostrata, figowiec sprężysty (Ficus elastica), gomfrena kulista (Gomphrena globosa), wilec ziemniaczany (Ipomoea batatas), Ipomoea violacea, lantana pospolita (Lantana camara), dziwaczek jalapa (Mirabilis jalapa), oleander pospolity (Nerium oleander), Paspalum distichum, Phyllanthus amarus, Physalis angulata, Pilea microphylla, Pseuderanthemum carruthersii, rącznik pospolity (Ricinus communis), Russelia equisetiformis, pomidor zwyczajny (Solanum lycopersicum), aksamitka wzniesiona (Tagetes erecta), Tradescantia spathacea i żółtosocza strzałkowata (Xanthosoma sagittifolium). Wśród upraw dominuje palma kokosowa.